# Lothar Debes
Lothar Debes (ur. 21 czerwca 1890 w Eichstätt, zm. 14 lipca 1960 w Bergisch Gladbach) – niemiecki wojskowy, SS-Gruppenführer, generał porucznik Waffen-SS, dowódca 6 Dywizji Górskiej SS i 10 Dywizji Pancernej SS. Uczestnik I i II wojny światowej.